# John Quincy Adams II
John Quincy Adams II (Boston, 22 settembre 1833 – Quincy, 14 agosto 1894) è stato un avvocato e politico statunitense, esponente della famiglia Adams in cui sono inclusi anche due presidenti degli Stati Uniti.
Ha rappresentato la città di Quincy alla Camera dei rappresentanti del Massachusetts per quattro mandati non consecutivi ed è stato un leader del Partito Democratico del Massachusetts dopo la guerra civile americana, candidandosi alle elezioni annuali per la carica di governatore dal 1867 al 1871.

## Primi anni
Adams fu il secondo figlio di Charles Francis Adams (1807-1886) e Abigail Brown Brooks (1808-1889). I suoi fratelli erano Louisa Catherine Adams (1831–1870), Charles Francis Adams Jr. (1835–1915), Henry Brooks Adams (1838–1918), Arthur Adams (1841–1846), Mary Gardiner Adams (1845–1928) e Peter Chardon Brooks Adams (1848-1927).
Il padre di suo padre - John Quincy Adams, suo omonimo - fu il sesto presidente degli Stati Uniti e a sua volta figlio del secondo presidente, John Adams. Suo nonno materno era il magnate Peter Chardon Brooks (1767–1849).
Si è laureato in legge all'Università di Harvard nel 1853 e due anni dopo è stato ammesso al tribunale della contea di Suffolk, esercitando la professione, per breve tempo, a Boston. Successivamente, interessandosi all'agricoltura, fondò una fattoria sperimentale di cinquecento acri nei dintorni di Quincy, in Massachusetts.

## Carriera
Durante la guerra civile fece parte dello staff del governatore John Albion Andrew con il grado di colonnello.
A Quincy, Adams prestò servizio in diversi ruoli pubblici, tra cui moderatore delle assemblee cittadine, presidente del consiglio scolastico e giudice del tribunale locale. Fu eletto nel parlamento statale del Massachusetts come repubblicano, ma presto passò al Partito Democratico, insoddisfatto delle politiche di ricostruzione repubblicana. Oltre a sedere nella Camera dei Rappresentanti del Massachusetts nel 1865, 1867, 1870 e 1873, il suo partito lo candidò, senza successo, alla carica di Governatore del Massachusetts nelle elezioni tenutesi annualmente (fino al 1918 la carica di governatore durava un anno solo) dal 1867 al 1871.
Adams ricevette un voto alle Primarie del Partito Democratico del 1868  per la candidatura a presidente degli Stati Uniti. Nel 1872, quella parte dei Democratici che si rifiutò di sostenere Horace Greeley, candidato del Partito Liberale Repubblicano, nominò Charles O'Conor candidato per la presidenza e Adams candidato per la vicepresidenza sotto la denominazione di "Straight-Out Democratic". Entrambi i candidati rifiutarono, ma i loro nomi, in alcuni stati, rimasero sulla scheda elettorale, senza ottenere alcun voto elettorale.
Nel 1873 fu sconfitto alle elezioni per la carica di vicegovernatore. In seguito, dopo aver nuovamente perso l'elezione a vicegovernatore del 1876, Adams rifiutò ogni ulteriore coinvolgimento in politica, sebbene Grover Cleveland lo avesse preso in considerazione per un ruolo nel proprio gabinetto del 1893. Nel 1877 fu nominato membro della Harvard Corporation.

## Vita privata

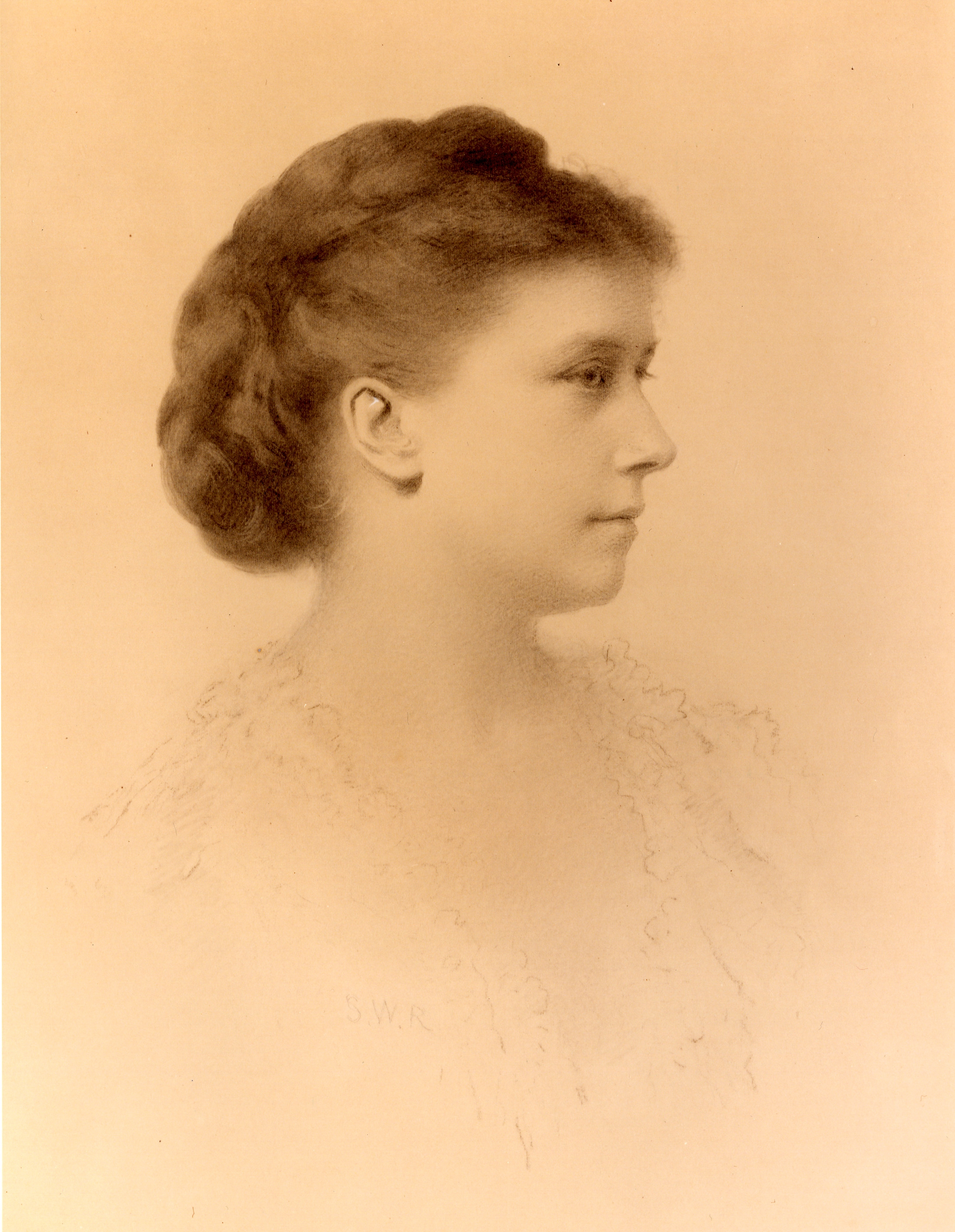
Ritratto di Fanny Crowninshield, di Samuel Worcester Rowse

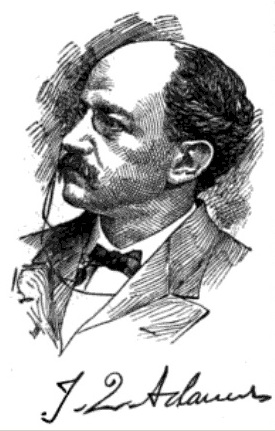
Illustrazione che accompagna la biografia di Adams nel Lamb's Biographical Dictionary of the United States, Volume 1

Nel 1861, Adams sposò Frances "Fanny" Cadwalader Crowninshield (1839–1911), figlia di George Crowninshield (1812–1857) e Harriet Sears Crowninshield (1809–1873) dell'influente famiglia Crowninshield. Fanny era la nipote di Benjamin Williams Crowninshield, ex Segretario della Marina degli Stati Uniti nei gabinetti dei presidenti Madison e Monroe.
- John Quincy Adams Jr. (1862-1876), morto giovane.
- George Caspar Adams (1863-1900), capo allenatore del programma di football dell'Università di Harvard[17].
- Charles Francis Adams III (1866-1954), marito di Frances Lovering e Segretario della Marina durante la presidenza Hoover[18].
- Frances "Fanny" C. Adams (1873-1876), morta durante l'infanzia.
- Arthur Charles Adams (1877-1943), vicepresidente della Adams Trust Company, della Colony Trust e della New England Trust Company[19].
- Abigail "Hitty" Adams (1879-1974)[20], sposò Robert Homans nel 1907[21].

Adams morì all'età di 60 anni a Wollaston, Massachusetts, il 14 agosto 1894. Fu sepolto nel cimitero di Mount Wollaston, nella contea di Quincy. La sua vedova morì nel 1911 e lasciò, ai figli sopravvissuti, una proprietà del valore di $ 1.200.000.

### Discendenti
Fu nonno materno di George Casper Homans (1910-1989), sociologo fondatore della sociologia comportamentale e della teoria dello scambio sociale.